# Lenny Lobato
Lenny Ivo Lobato Romanelli (Búzios, Brasil; 3 de febrero de 2001) es un futbolista brasileño. Juega como delantero en Defensa y Justicia de la Primera División de Argentina, a préstamo desde Vélez Sarsfield.

## Trayectoria
Lobato pasó seis meses en el Madureira de Brasil antes de viajar a la Argentina. Inicialmente pasó un tiempo con All Boys de la Primera B Nacional, aunque no pudo permanecer debido a problemas contractuales. A los dieciséis años se incorporó a Vélez Sarsfield; a través de un juicio que había montado su tío partidario de El Fortín, con la ayuda del cuñado de este último, Alejandro Chiossi, que trabajaba para ellos. Era el segundo juicio de Lobato con Vélez, después de uno que tenía diez años. El jugador pronto se entrenó con la plantilla del primer equipo en numerosas ocasiones; debajo de las opciones de Gabriel Heinze y Mauricio Pellegrino. En noviembre de 2020, Lobato firmó su primer contrato profesional.
Ascendió a la categoría absoluta de Vélez Sarsfield dirigida Mauricio Pellegrino por primera vez el 17 de febrero de 2021, cuando entró del banquillo para un encuentro de octavos de final de la Copa Argentina contra Deportivo Camioneros del Torneo Federal A. Con el marcador 3-1 para Vélez, Lobato fue sustituido en lugar de Cristian Tarragona para los últimos siete minutos de la victoria de su equipo en el Estadio Julio Humberto Grondona; fue amonestado con una tarjeta amarilla. 
Su debut en la red se dio el 20 de julio del 2023 por la Copa Argentina contra San Martín de San Juan, donde Vélez igualaría el marcador 2-2 y caería por penales. 

## Selección nacional
Lobato es elegible para representar a Argentina o Brasil a nivel internacional. Todavía tiene que anunciar sus lealtades para cualquiera de las naciones, afirmando que trataría cualquier convocatoria por igual. Anteriormente afirmó que se siente más brasileño que argentino cuando está en Argentina, pero más argentino que brasileño cuando está en Brasil. Con respecto al fútbol de clubes, dijo que espera jugar en el fútbol brasileño en algún momento de su carrera.

## Clubes
| Club                        | País      | Año       |
| --------------------------- | --------- | --------- |
| Vélez Sarsfield             | Argentina | 2022-2024 |
| Sport Recife (cedido)       | Brasil    | 2024-2025 |
| Defensa y Justicia (cedido) | Argentina | 2025-Act. |

## Vida personal
Lobato es nieto de la bailarina y actriz argentina del siglo XX Nélida Lobato. Su familia, incluidos los padres Gabriela y Adrián, nacieron en Argentina, aunque Lobato nació en Búzios (Brasil) y permaneció en ese país hasta unirse a Vélez Sarsfield en 2017.